# Rabona

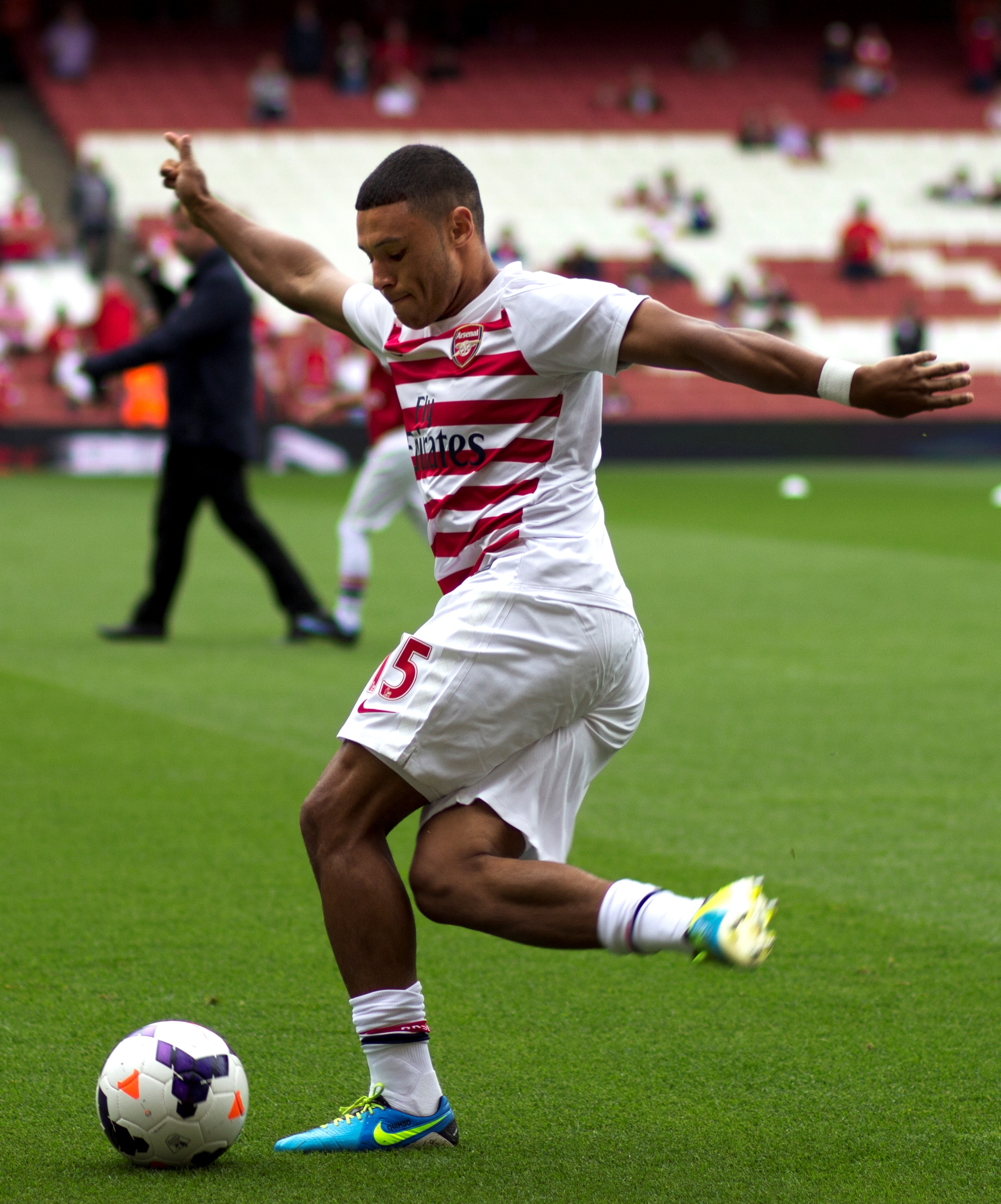
Alex Oxlade-Chamberlain utför en rabona där hans högerben kommer att träffa bollen bakom det vänstra, stödjebenet.

Rabona är en i fotboll utförd form av konstspark där det sparkande benet sparkar bollen bakom stödjebenet. Den första dokumenterade rabonan ufördes av argentinaren Ricardo Infante 1948 i en match mellan Estudiantes och Rosario.
I en match mellan Örebro SK och IFK Göteborg under Allsvenskan 2007 gjorde Andrés Vasquez mål med en rabonaspark.

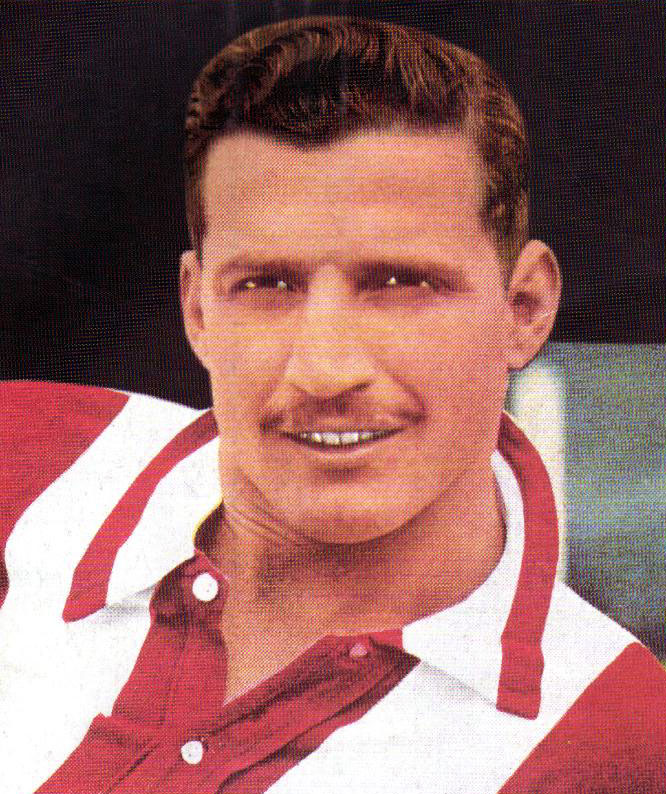
Den argentinske anfallaren Ricardo Infante som utförde den första dokumenterade rabonan.